# سيجي يوكوياما
سيجي يوكوياما (باليابانية: 横山菁児؛ بالكانا: よこやま せいじ) هو ملحن ياباني، ولد في 17 مارس 1935 في هيروشيما في اليابان، وتوفي في 8 يوليو 2017 في هيروشيما في اليابان بسبب ذات الرئة.

## وصلات خارجية
- سيجي يوكوياما على موقع IMDb (الإنجليزية)
- سيجي يوكوياما على موقع ميوزك برينز (الإنجليزية)
- سيجي يوكوياما على موقع ديسكوغز (الإنجليزية)
- سيجي يوكوياما على موقع كينوبويسك (الروسية)
- سيجي يوكوياما على موقع ANN person (الإنجليزية)